# Banningham
Banningham är en by i civil parish Colby, i distriktet North Norfolk, i grevskapet Norfolk i England. Byn är belägen 12 km från Cromer. Banningham var en civil parish fram till 1935 när blev den en del av Colby. Civil parish hade 207 invånare år 1931. Byn nämndes i Domedagsboken (Domesday Book) år 1086, och kallades då Banincham/Hamingeham.